# Batocera enganensis
Batocera enganensis là một loài bọ cánh cứng trong họ Cerambycidae.